# Isola Clarence (Cile)
L'isola Clarence è un'isola della Terra del Fuoco, a sud della penisola Brunswick, e si trova tra il canale Magdalena e il canale Cockburn da una parte e il Canale Barbara dall'altra.
L'isola fa parte del comune di Punta Arenas, nella Provincia di Magallanes, che fa parte della Regione di Magellano e dell'Antartide Cilena.